# Guillermo Stange
Wilhelm (Guillermo) Stange Wetzel (Puerto Montt, 3 de julio de 1863 - ibidem, 2 de mayo de 1941) fue un comerciante y político conservador chileno. 

## Biografía
Hijo de Daniel Stange Leimbach, de Rotenburg y Elisabeth Wetzel Ulm, de Hamburgo. Ambos llegaron a Chile en 1857 a bordo del barco "Wandrahm". Contrajo matrimonio con Marta Ditzel Schellhase en 1884.
Estudió en el Instituto Comercial de Valdivia en la ciudad homónima. Se dedicó luego al comercio ganadero en la zona de Llanquihue, donde hizo gran fortuna.
Fue Miembro del Partido Conservador. Entre 1920 a 1922 fue alcalde de la Municipalidad de Puerto Montt. Durante su administración recibió la visita del Presidente Arturo Alessandri Palma, siendo la primera vez que un mandatario visitaba oficialmente la ciudad.